# Landesverband der Jüdischen Gemeinden Land Brandenburg
Der Landesverband der Jüdischen Gemeinden Land Brandenburg K.d.ö.R ist ein Zusammenschluss von jüdischen Gemeinden in Brandenburg. Er dient der Landesregierung und den Landesinstitutionen in Brandenburg als Ansprechpartner für Fragen der jüdischen Religionsausübung. Der Landesverband ist Mitglied im Zentralrat der Juden in Deutschland.
Er umfasst sieben Ortsgemeinden in Brandenburg mit Potsdam, Cottbus, Frankfurt (Oder), Königs Wusterhausen, Oranienburg, Bernau bei Berlin und Brandenburg an der Havel mit insgesamt 1300 Gemeindemitgliedern. Vorsitzender des Landesverbandes ist Gennadi Kuschnir.

## Geschichte
Vor dem Zweiten Weltkrieg zählten die 21 jüdischen Gemeinden im Regierungsbezirk Potsdam und die 32 jüdischen Gemeinden im Regierungsbezirk Frankfurt zum preußischen Landesverband gesetzestreuer Synagogen-Gemeinden, dem sogenannten Halberstädter Verband.
Der Anspruch auf die Körperschaftsrechte für die jüdischen Gemeinden stützte sich damals auf das „Gesetz über die Verhältnisse der Juden“ vom 23. Juli 1847. Auf Grundlage des § 53 des „Gesetzes über die Verhältnisse der Juden“ und der Gesetze bezüglich des Austritts aus der Kirche (vom 14. Mai 1873) und des Gesetzes bezüglich des Austritts aus Religionsgesellschaften (vom 30. November 1920) entstand im damaligen Preußen das Recht, eine neue Gemeinde auf dem Gebiet der „Hauptgemeinde“ zu gründen und damit der Anspruch auf Verleihung der Körperschaftsrechte.
Seit 1991 gibt es im Land Brandenburg die in das Vereinsregister eingetragene Jüdische Gemeinde Land Brandenburg; sie erhielt am 26. November 1993 den Status einer Körperschaft des öffentlichen Rechts.
Bis zum Jahre 1996 existierte im Lande Brandenburg ausschließlich die jüdische Gemeinde zu Potsdam. Mit dem Zuzug jüdischer Emigranten aus den ehemaligen GUS-Staaten bildeten sich weitere Gemeinden 1997 in Bernau bei Berlin, 1998 in Frankfurt (Oder) und Brandenburg. 1999 bildeten sich auch die jüdische Gemeinde in Cottbus und im Jahr 2000 die Gemeinden in Oranienburg und Königs Wusterhausen. Weiter wurde im Jahre 1999 in Brandenburg die Gesetzestreue jüdische Landesgemeinde gegründet. Sie gehört dem Landesverband nicht an.

## Finanzierung
Der Verband erhält nach Aussage seines Generalsekretärs aufgrund eines Staatsvertrages Zuwendungen, die nicht einmal die „Minimalanforderungen“ für die Lebens- und Arbeitsfähigkeit des Verbandes und seiner Gemeinden gewährleisteten. Brandenburg bilde hier das „traurige Schlusslicht im Bundesdurchschnitt“.
Das Land Brandenburg will einen Ankauf der Schlosskirche Cottbus durch den Jüdischen Landesverband mit einer Zuwendung in Höhe von 582.000 Euro fördern und zudem jährlich 50.000 Euro zu den Betriebskosten des Gebäudes beitragen. Die Jüdische Gemeinde verpflichtet sich, die Nutzung als Synagoge für mindestens 25 Jahre zu gewährleisten. Die Stadt Cottbus erklärt sich bereit, einige erforderliche Baumaßnahmen – die Entfernung der fest installierten Kreuze und die Abhängung der Glocke – zu gewährleisten.

## Weblink
- Weblink des Landesverbandes